# Mein bester Feind
Mein bester Feind (en español Mi mejor enemigo) es un largometraje austro-luxemburgués de Wolfgang Murnberger estrenado en 2011. El director escribió el guion junto con Paul Hengge basándose en su novela Wie es Victor Kaufmann gelang, Adolf Hitler doch noch zu überleben (en español Cómo consiguió Victor Kaufmann sobrevivir a Hitler después de todo). La película está protagonizada por Moritz Bleibtreu y Georg Friedrich y se estrenó en Austria el 11 de marzo de 2011 y en Alemania el 1 de septiembre de 2011. 

## Argumento
La película está ambientada en Viena, poco después de la anexión de Austria al Tercer Reich. Victor Kaufmann y Rudi Smekal son amigos desde la más tierna infancia. Sin embargo, la nueva situación sociopolítica pone su amistad a prueba, puesto que, según las leyes de Núremberg, Victor es judío y Rudi alemán. Victor y sus padres, Hannah y Jakob Kaufmann, no consiguen huir a tiempo de Austria y son deportados al campo de concentración de Mauthausen. Rudi, por su parte, se afilia al Partido Nacionalsocialista Obrero Alemán y a las SS, con la esperanza de hacer carrera en el partido de Hitler. Además, Rudi se compromete con Lena, la antigua prometida de Victor.
Unos años más tarde, Rudi visita a su antiguo amigo, Victor, en el campo de concentración. Aunque esta visita no tiene nada que ver con su amistad. Entre las posesiones, ahora "arianizadas", de la familia Kaufmann hay un cuadro del pintor italiano Miguel Ángel. Este iba a ser un obsequio para Benito Mussolini de parte de Hitler como muestra amistosa de la alianza militar entre ambas naciones. Sin embargo, al descubrirse que se trataba de una copia, Victor debe revelar a las SS dónde había escondido su padre, ya fallecido, el original. Por este motivo, las SS se lo llevan en avión a Berlín, junto con su antiguo amigo Rudi que también va a bordo. En el trayecto, el avión es tiroteado por la resistencia polaca y se estrella.
Víctor consigue salvar a Rudi de entre los escombros, pero, cuando está a salvo, decide intercambiar su atuendo raído de prisionero con una insignia amarilla por el uniforme de las SS de Rudi, una decisión que le traerá grandes consecuencias. La transformación es completa, ya que ningún alemán cree que Rudi sea uno de los suyos. Por otro lado, Victor teme ser descubierto en cualquier momento. Este desarrolla un plan para ayudar a su madre, todavía viva, a escapar a Suiza. A cambio, parece dispuesto a dejar que los nazis se queden con el cuadro.
Finalmente, es descubierto y capturado de nuevo por las SS. Junto con Rudi y su comandante, regresa a su antigua casa. Allí se da cuenta de que su padre había escondido el original en un autorretrato suyo, pero decide mantenerlo en secreto. Sin embargo, las SS encuentran otra copia del cuadro de Miguel Ángel y creen tener así el original entre sus manos.
Victor sobrevive finalmente a la guerra y regresa a Viena con su madre y su amada Lena. Allí, Rudi inaugura de nuevo la antigua galería de la familia y quiere subastar los cuadros de los Kaufmann y el presunto cuadro original de Miguel Ángel en su primera gran subasta. Para aliviar su mala conciencia, Rudi regala a Victor el retrato de su padre. Casi al mismo tiempo, un experto descubre que el cuadro que se va a subastar no es el original, y los medios de comunicación se abalanzan sobre Rudi. En el exterior, Rubi ve como Victor y su familia se marchan con el cuadro original de Miguel Ángel en la mano.

## Trasfondo

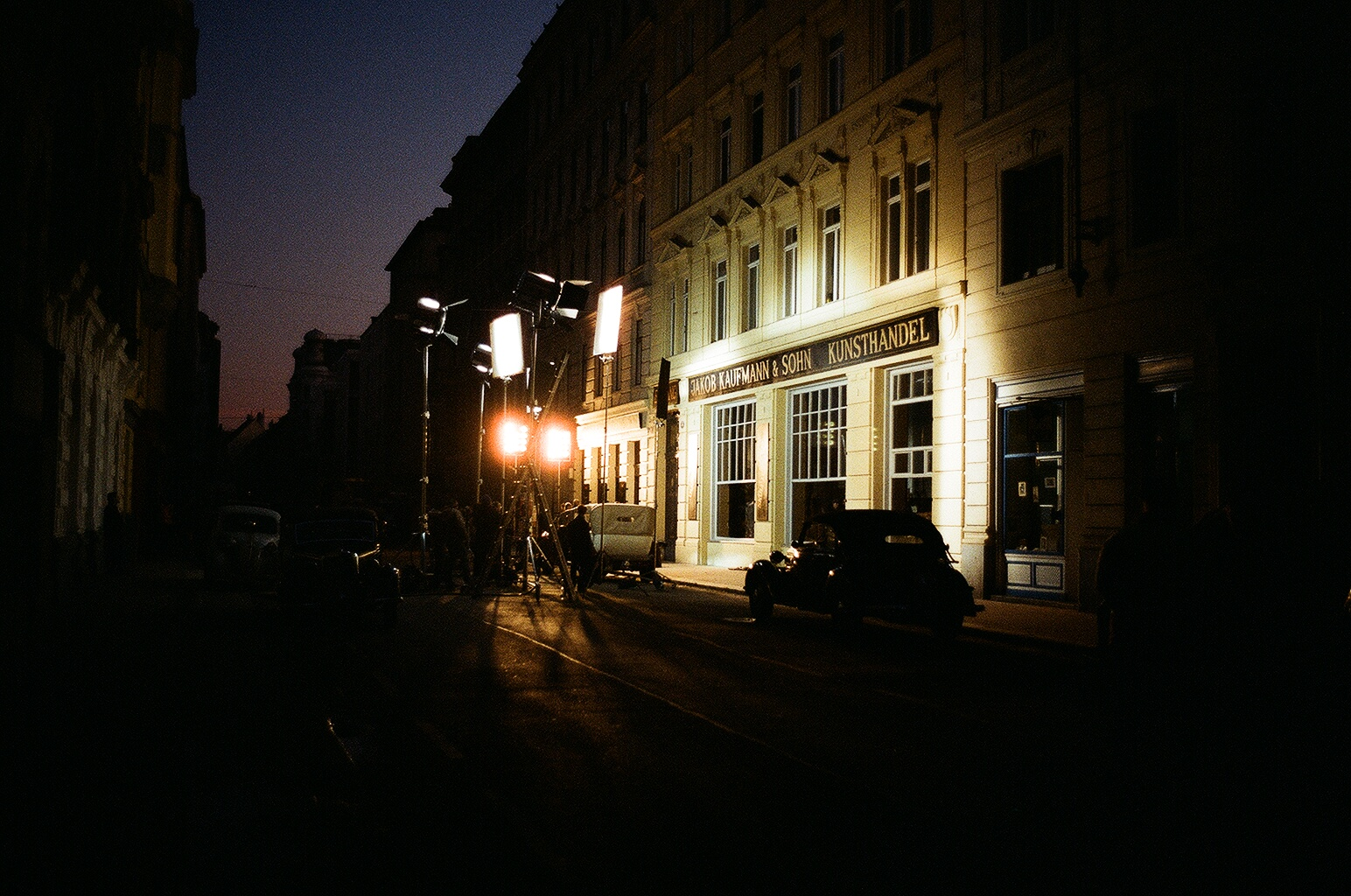
Rodaje de Mein bester Feind en la Große Neugasse, 1040 Viena

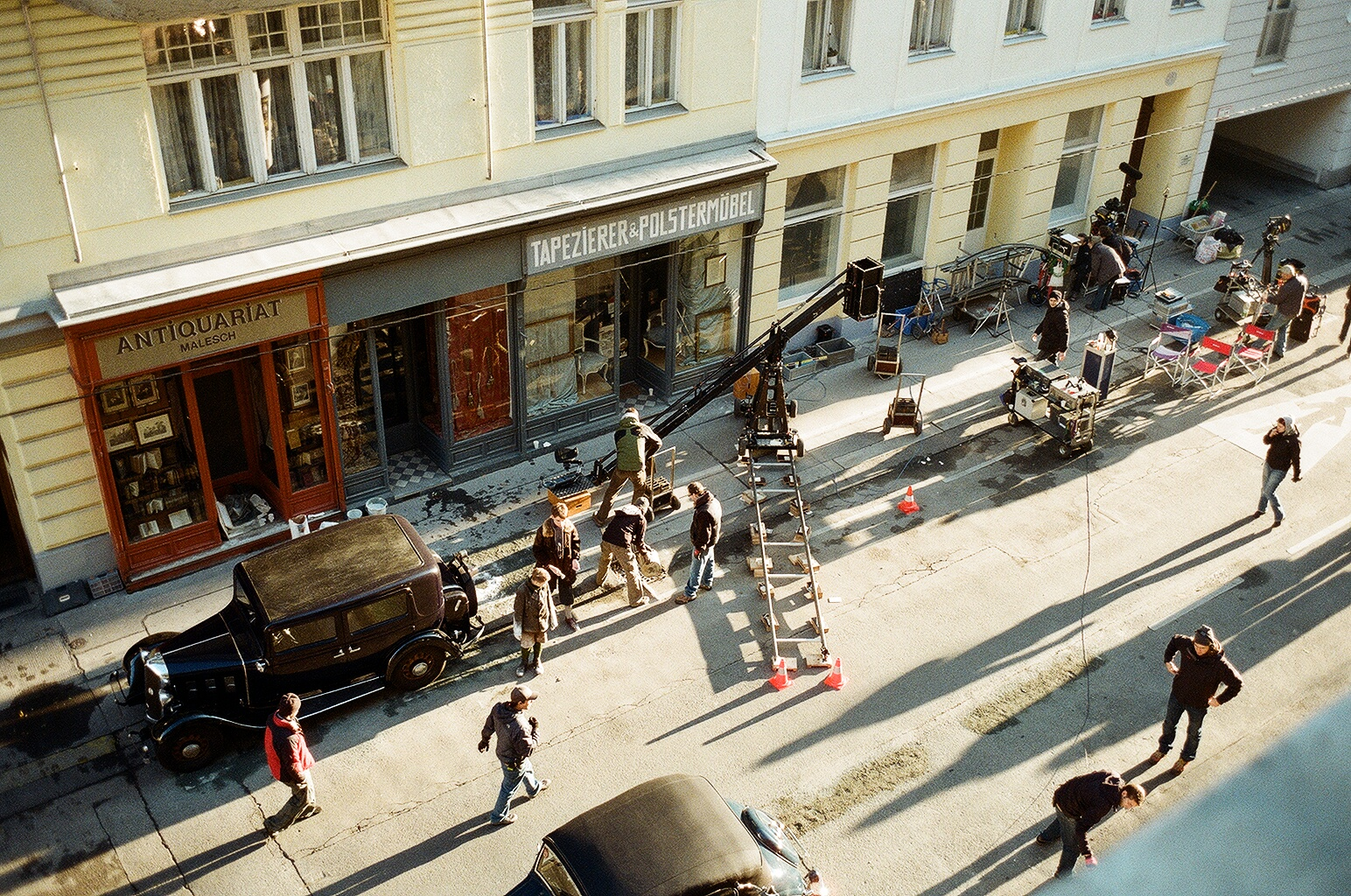
Rodaje de Mein bester Feind en la Große Neugasse, 1040
Viena

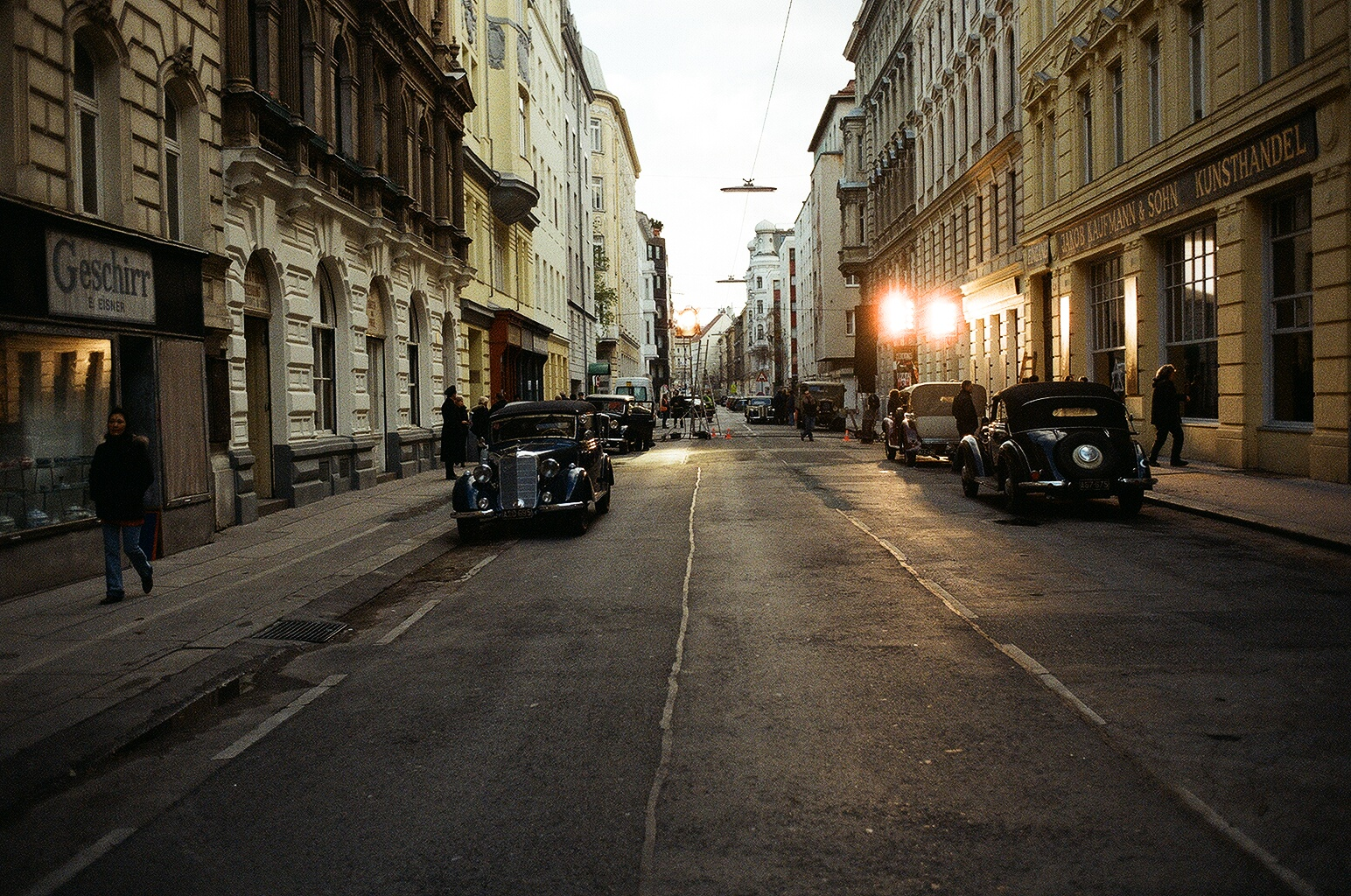
Rodaje de Mein bester Feind en la Große Neugasse, 1040 Viena

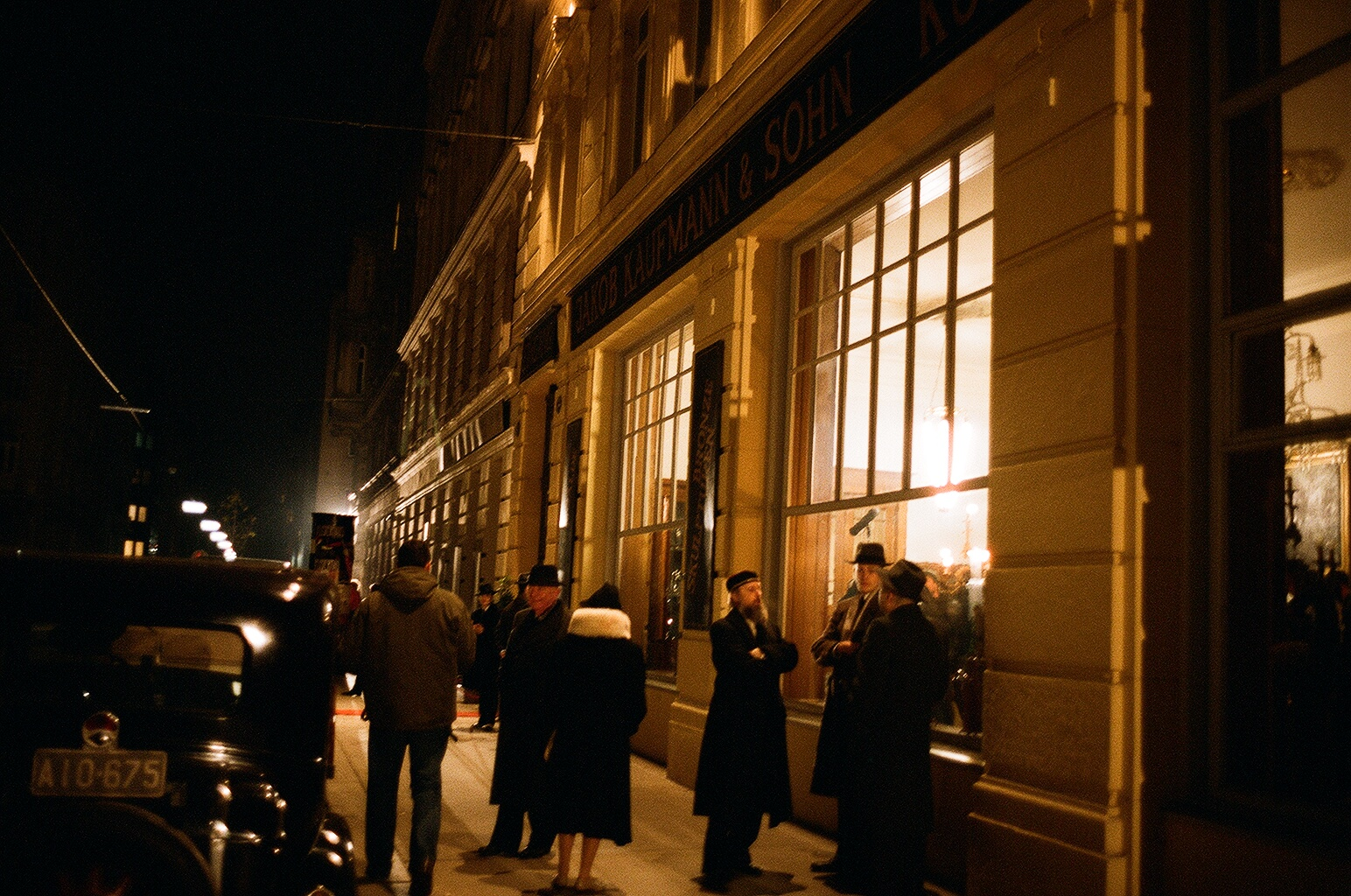
Rodaje de Mein bester Feind en la Große Neugasse, 1040 Viena

El rodaje de la película tuvo lugar en Viena y en Baja Austria.

La película Mein bester Feind se exhibió fuera de concurso en el marco del Festival Internacional de Cine de Berlín de 2011.

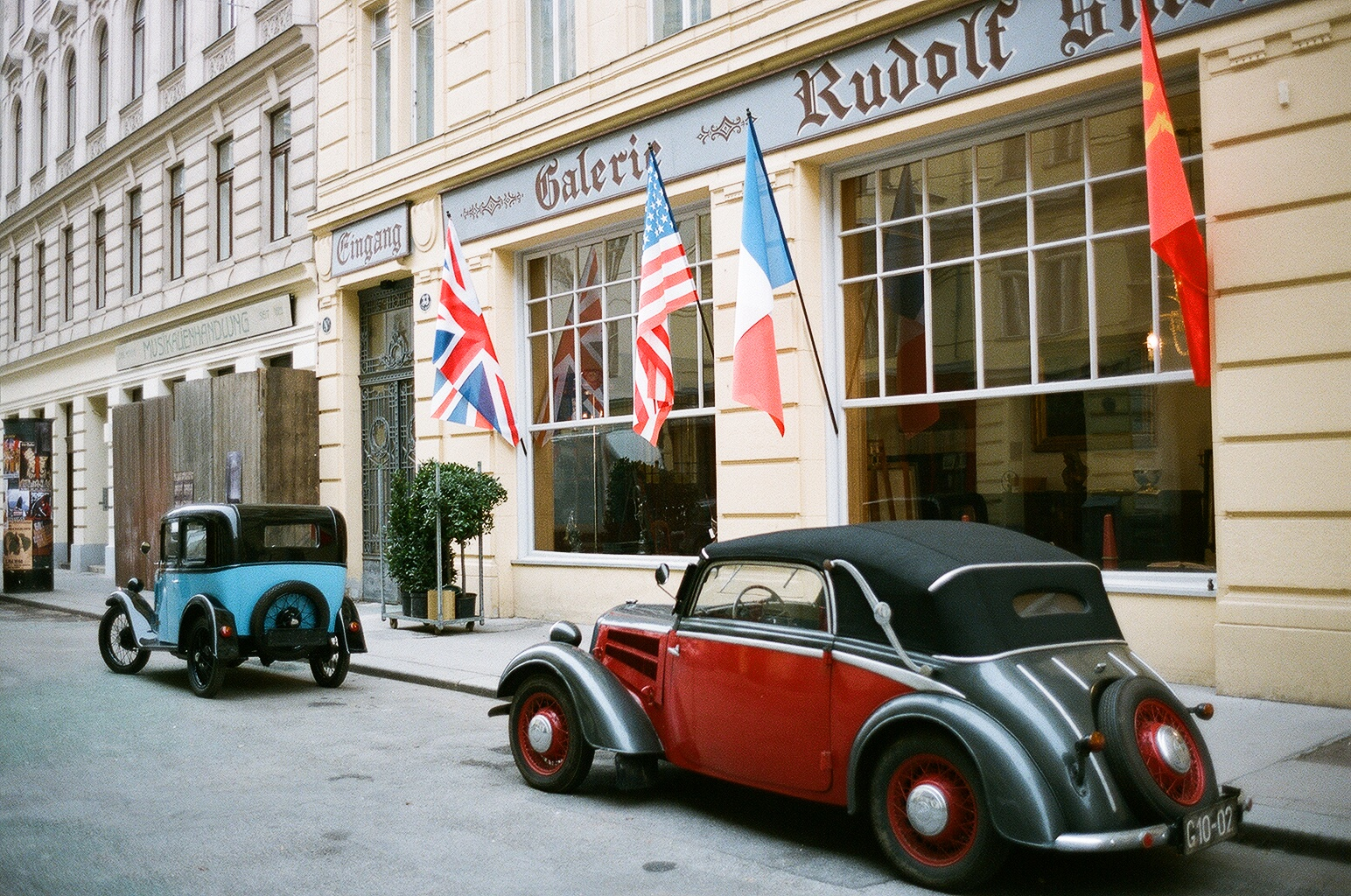
Rodaje de Mein bester Feind con coches antiguos en el año 2009

## Premios
2012: Premio austriaco de Cine al Mejor Diseño de Vestuario y al Mejor Maquillaje.